# Fletxa Valona 2003
La Fletxa Valona 2003 fou la 67a edició de la cursa ciclista Fletxa Valona. Es disputà el 23 d'abril de 2003 i el vencedor final fou l'espanyol Igor Astarloa, de l'equip Saeco.

## Resultats
|    | Ciclista           | Equip                   | Temps      |
| -- | ------------------ | ----------------------- | ---------- |
| 1  | Igor Astarloa      | Saeco                   | 4h 39' 17" |
| 2  | Aitor Osa          | IBanesto.com            | + 16"      |
| 3  | Aleksandr Xefer    | Saeco                   | + 56"      |
| 4  | Unai Etxebarria    | Euskaltel-Euskadi       | + 1'00"    |
| 5  | Aleksandr Kolobnev | Domina Vacanze-Elitron  | + 1'06"    |
| 6  | Oscar Mason        | Vini Caldirola-Sidermec | + 1'08"    |
| 7  | Cristian Moreni    | Alessio                 | + 1'13"    |
| 8  | Ángel Castresana   | ONCE-Eroski             | + 1'15"    |
| 9  | Christophe Moreau  | Crédit Agricole         | + 1'19"    |
| 10 | Eddy Mazzoleni     | Vini Caldirola-Sidermec | m. t.      |